# Venice (Luisiana)
Venice es un lugar designado por el censo ubicado en la parroquia de Plaquemines en el estado estadounidense de Luisiana. En el Censo de 2010 tenía una población de 202 habitantes y una densidad poblacional de 47,91 personas por km².

## Geografía

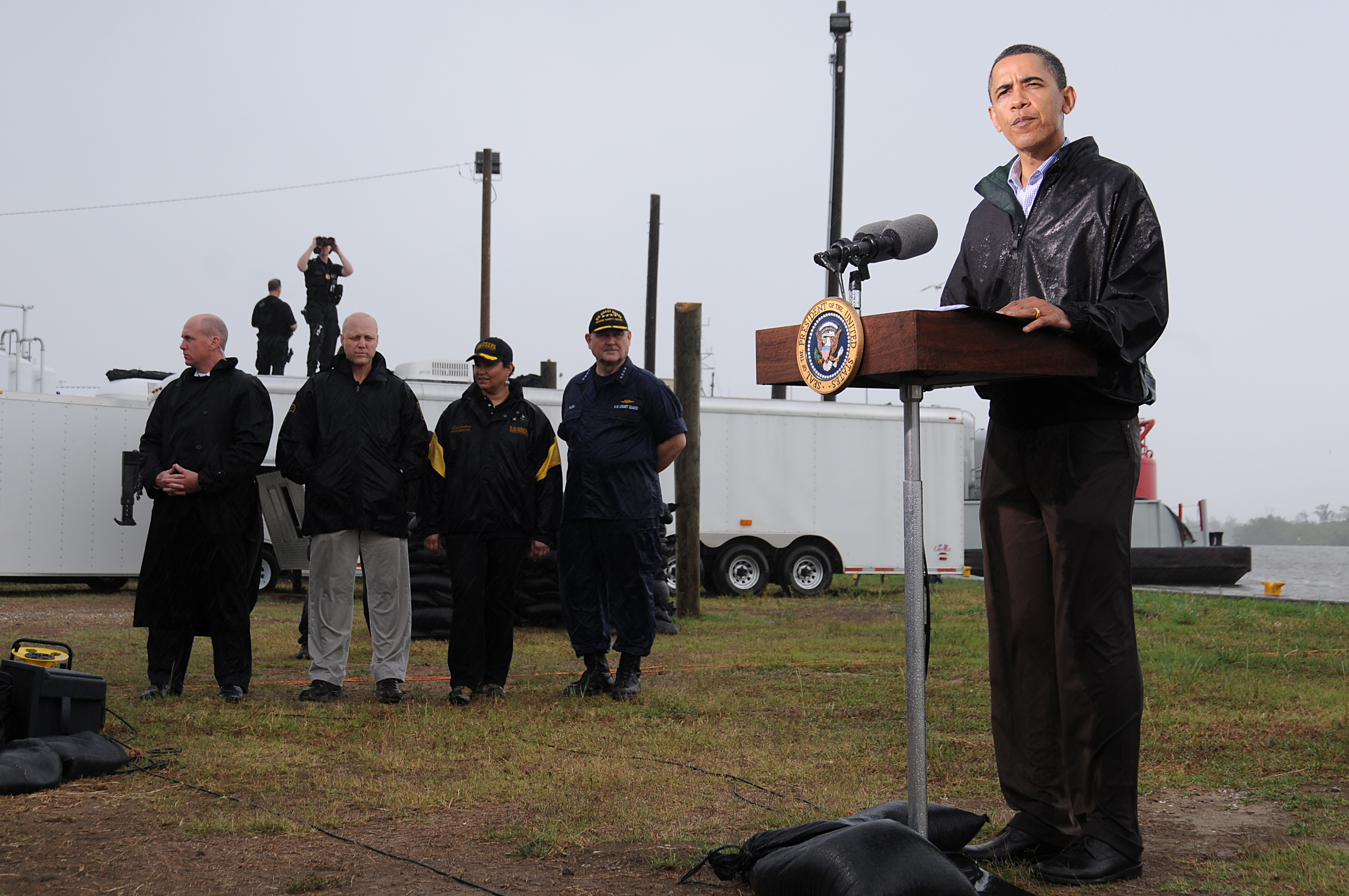
El Presidente de los Estados Unidos, Barack Obama pronunciando un discurso en su visita en Venice.

Venice se encuentra ubicado en las coordenadas 29°17′17″N 89°21′54″O / 29.28806, -89.36500. Según la Oficina del Censo de los Estados Unidos, Venice tiene una superficie total de 4.22 km², de la cual 2.6 km² corresponden a tierra firme y (38.39%) 1.62 km² es agua.

## Demografía
Según el censo de 2010, había 202 personas residiendo en Venice. La densidad de población era de 47,91 hab./km². De los 202 habitantes, Venice estaba compuesto por el 84.65% blancos, el 5.94% eran afroamericanos, el 1.98% eran amerindios, el 0.99% eran asiáticos, el 0% eran isleños del Pacífico, el 0.99% eran de otras razas y el 5.45% pertenecían a dos o más razas. Del total de la población el 1.49% eran hispanos o latinos de cualquier raza.

## Industria
Las principales industrias locales las constituyen tanto la Pesca comercial como la pesca deportiva, el servicio de transporte de las plataformas necesarias para la extracción del petróleo.

## Referencias

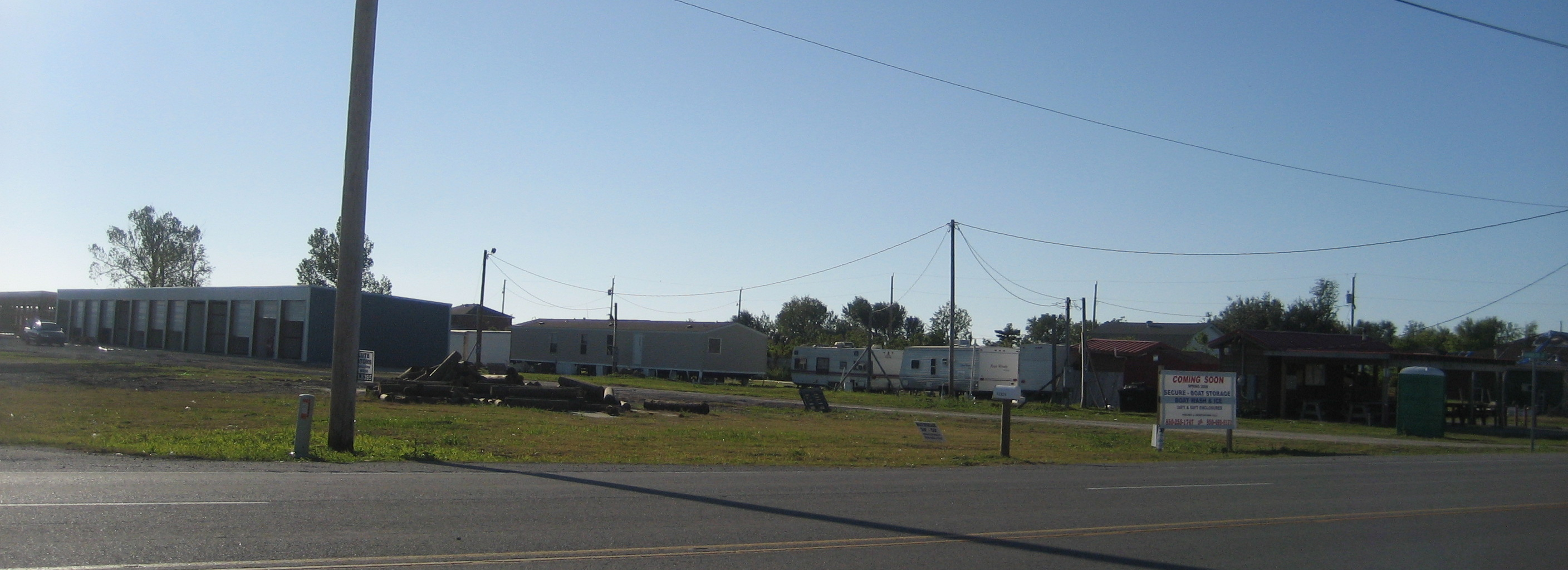
Caserío en Venice.